# Latynosi

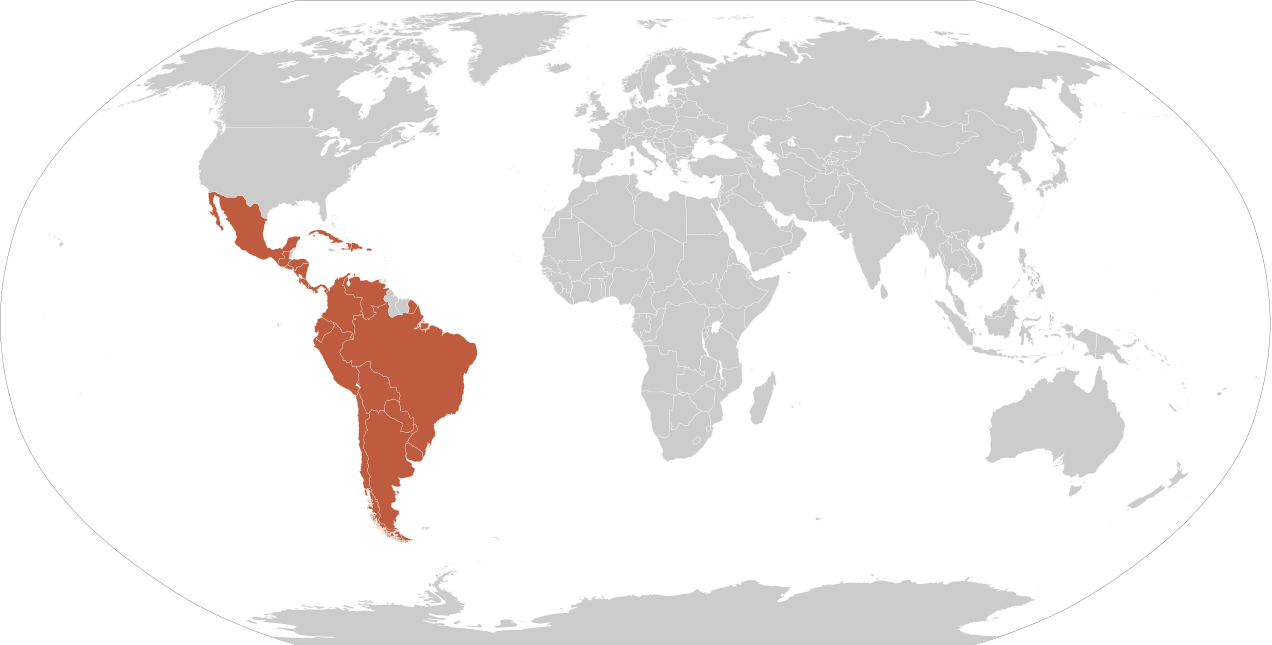
Ameryka Łacińska

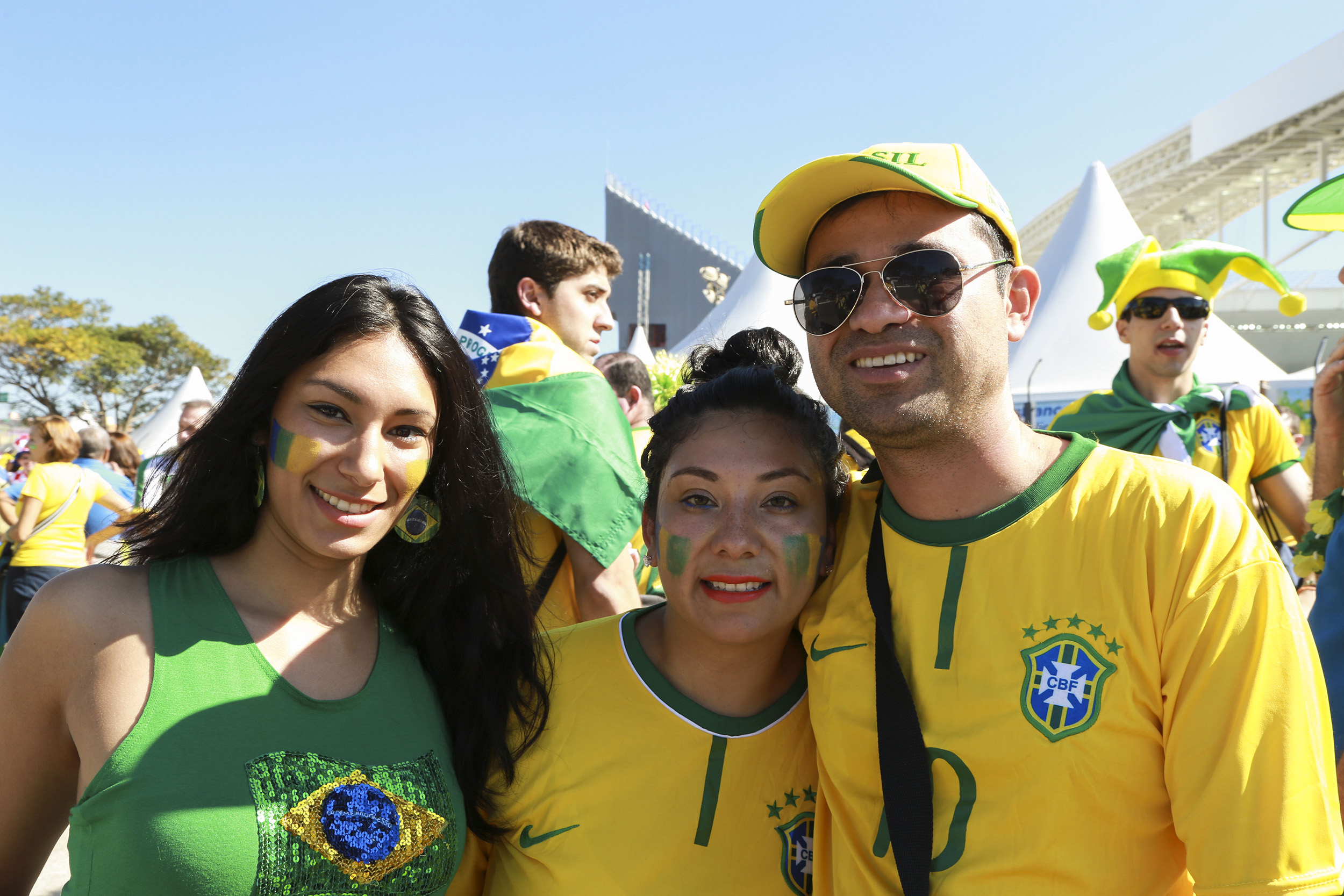
Latynosi

Latynosi – zbiorcze określenie narodów zamieszkujących Amerykę Łacińską i ich potomków na całym świecie. Czasami nazwa ta może się odwoływać do pochodzenia społecznego czy przynależności rasowej (w tym znaczeniu jest używana w krajach Ameryki Centralnej). W USA określenie Latino opisuje wszystkie osoby pochodzące z rejonu Ameryki Łacińskiej. Bywa mylnie stosowany zamiennie z terminem Hispanic, który określa wyłącznie osoby pochodzące z krajów hiszpańskojęzycznych.
Językiem ojczystym Latynosów jest hiszpański lub portugalski. Osoba pochodzenia latynoskiego może być dowolnej rasy lub koloru skóry, ponieważ kategoria ta odnosi się jedynie do pochodzenia i przodków osoby.  
Latynosi tradycyjnie są zazwyczaj wyznawcami Kościoła katolickiego. Kultura latynoska cechuje się bardzo dużą różnorodnością. Jako jej przykładowe elementy można wymienić m.in. popularne tańce: tango, samba czy rumba. Charakterystyczna jest też latynoska muzyka.

## Stany Zjednoczone

Odsetek ludności według hrabstw, którzy samodzielnie identyfikują się jako Latynosi, na podstawie spisu ludności z 2010 r.

W latach 2000–2010 liczba osób pochodzenia latynoskiego i hiszpańskiego w Stanach Zjednoczonych przekroczyła 50 mln (16% populacji) i z powodu imigracji była jedną z najszybciej rosnących grup ludności. Meksykanie stanowili 63% całej populacji Latynosów i byli zdecydowanie największą grupą Latynosów w Stanach Zjednoczonych.
Do innych większych grup należeli Portorykańczycy (4,6 mln), Kubańczycy (1,8 mln), Salwadorczycy (1,6 miliona), Dominikańczycy (1,4 mln) i Gwatemalczycy (ponad 1 milion). Prawie połowa całej populacji Latynosów zamieszkiwała stany Kalifornia i Teksas, gdzie stanowili ponad jedną trzecią populacji. Stanem z największym odsetkiem Latynosów jest Nowy Meksyk.
W 2013 roku Centrum Badawcze Pew ustaliło, że 55% amerykańskich Latynosów identyfikowało się jako katolicy, około 22% wyznawało protestantyzm, a 18% to były osoby niepowiązane religijnie.

## Pochodzenie genetyczne
Latynosi pochodzą głównie ze zmieszania się osadników z Europy, rdzennych Amerykanów i afrykańskich niewolników. Przeciętne proporcje pochodzenia z zachodniej Eurazji (Europa i Bliski Wschód), od rdzennych Amerykanów i od Afrykanów w każdym państwie pokazuje tabela:
| Państwo        | Populacja   | Domieszka europejska % | Domieszka indiańska % | Domieszka afrykańska % | Źródło                                                   |
| -------------- | ----------- | ---------------------- | --------------------- | ---------------------- | -------------------------------------------------------- |
| Argentyna      | 45,538,000  | 72,3%                  | 25,2%                 | 2,5%                   | Toscanini et al. 2011                                    |
| Boliwia        | 12,244,000  | 16,2%                  | 82,2%                 | 1,6%                   | Heinz et al. 2013                                        |
| Brazylia       | 211,141,000 | 62,0%                  | 17,0%                 | 21,0%                  | Moura et al. 2015                                        |
| Chile          | 19,659,000  | 49,0%                  | 48,0%                 | 3,0%                   | Bermejo et al. 2017                                      |
| Dominikana     | 11,331,000  | 52,0%                  | 10,0%                 | 38,0%                  | Mathias et al. 2016                                      |
| Ekwador        | 17,980,000  | 32,9%                  | 61,5%                 | 5,6%                   | Rodrigues-Soares et al. 2019                             |
| Gwatemala      | 18,125,000  | 26,5%                  | 71,2%                 | 2,3%                   | Söchtig et al. 2015 (średnia ważona dla Metysów i Majów) |
| Honduras       | 10,645,000  | 40,0%                  | 39,0%                 | 21,0%                  | Horimoto et al. 2021                                     |
| Kolumbia       | 52,321,000  | 52,2%                  | 32,5%                 | 15,3%                  | Ossa et al. 2016                                         |
| Kostaryka      | 5,106,000   | 49,2%                  | 37,9%                 | 12,9%                  | Campos-Sánchez et al. 2013                               |
| Kuba           | 11,020,000  | 71,0%                  | 8,0%                  | 21,0%                  | Fortes-Lima et al. 2018                                  |
| Meksyk         | 129,740,000 | 38,1%                  | 58,4%                 | 3,5%                   | Chacón-Duque et al. 2018                                 |
| Nikaragua      | 6,824,000   | 44,0%                  | 44,0%                 | 12,0%                  | Horimoto et al. 2021                                     |
| Panama         | 4,459,000   | 25,0%                  | 51,0%                 | 24,0%                  | Castro-Perez et al. 2016                                 |
| Paragwaj       | 6,844,000   | 55,4%                  | 33,8%                 | 10,8%                  | Simão et al. 2021                                        |
| Peru           | 33,846,000  | 18,0%                  | 78,0%                 | 4,0%                   | Marker et al. 2020                                       |
| Portoryko      | 3,242,000   | 61,0%                  | 18,0%                 | 21,0%                  | Pérez-Mayoral et al. 2019                                |
| Salwador       | 6,310,000   | 39,0%                  | 52,0%                 | 9,0%                   | Horimoto et al. 2021                                     |
| Urugwaj        | 3,388,000   | 76,6%                  | 14,0%                 | 9,4%                   | Bonilla et al. 2015                                      |
| Wenezuela      | 28,301,000  | 58,8%                  | 28,6%                 | 12,6%                  | Larralde et al. 2001                                     |
| Średnia ważona | 638,064,000 | 50,32%                 | 37,32%                | 12,36%                 |                                                          |